# Jos Schoubs
Jos Schoubs is een Belgisch voormalig zaalvoetballer.

## Levensloop
Schoubs was actief in het Belgisch zaalvoetbalteam. Met de Indoor Rode Duivels nam hij onder meer deel aan het wereldkampioenschap van 1989, alwaar hij met de nationale equipe vierde werd. In totaal verzamelde hij 8 caps.